# Intoxication au manganèse
 Mise en garde médicale
L’intoxication au manganèse (ou « manganisme » ou  « maladie des soudeurs ») est la conséquence d'une exposition chronique (ou plus rarement aiguë) au manganèse. Dans les cas graves, la maladie fait généralement suite à l'inhalation d'aérosols particulaires en contenant ou via l'eau et l'alimentation.

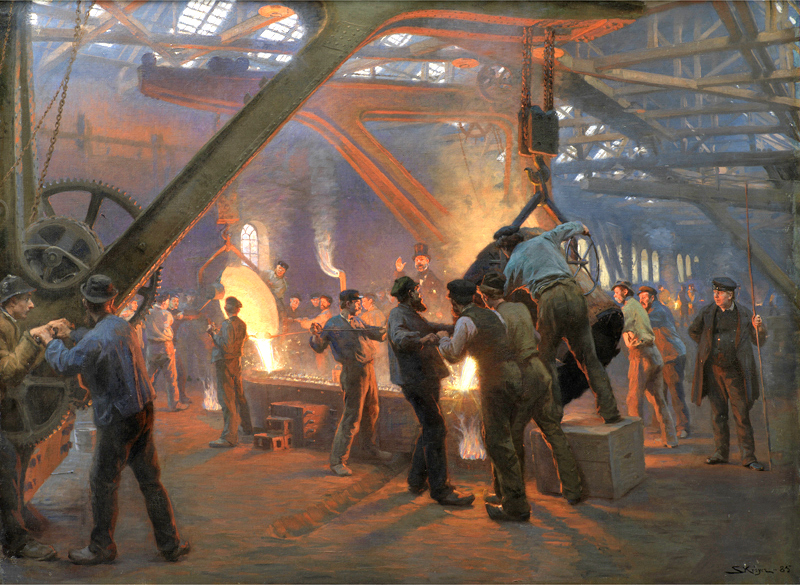
La révolution industrielle a lancé dans les pays industrialisés la production et la consommation d'une grande quantité de ferromanganèse ; à l'origine des premières intoxications et d'une pollution diffuse de l'environnement par diverses formes du manganèse

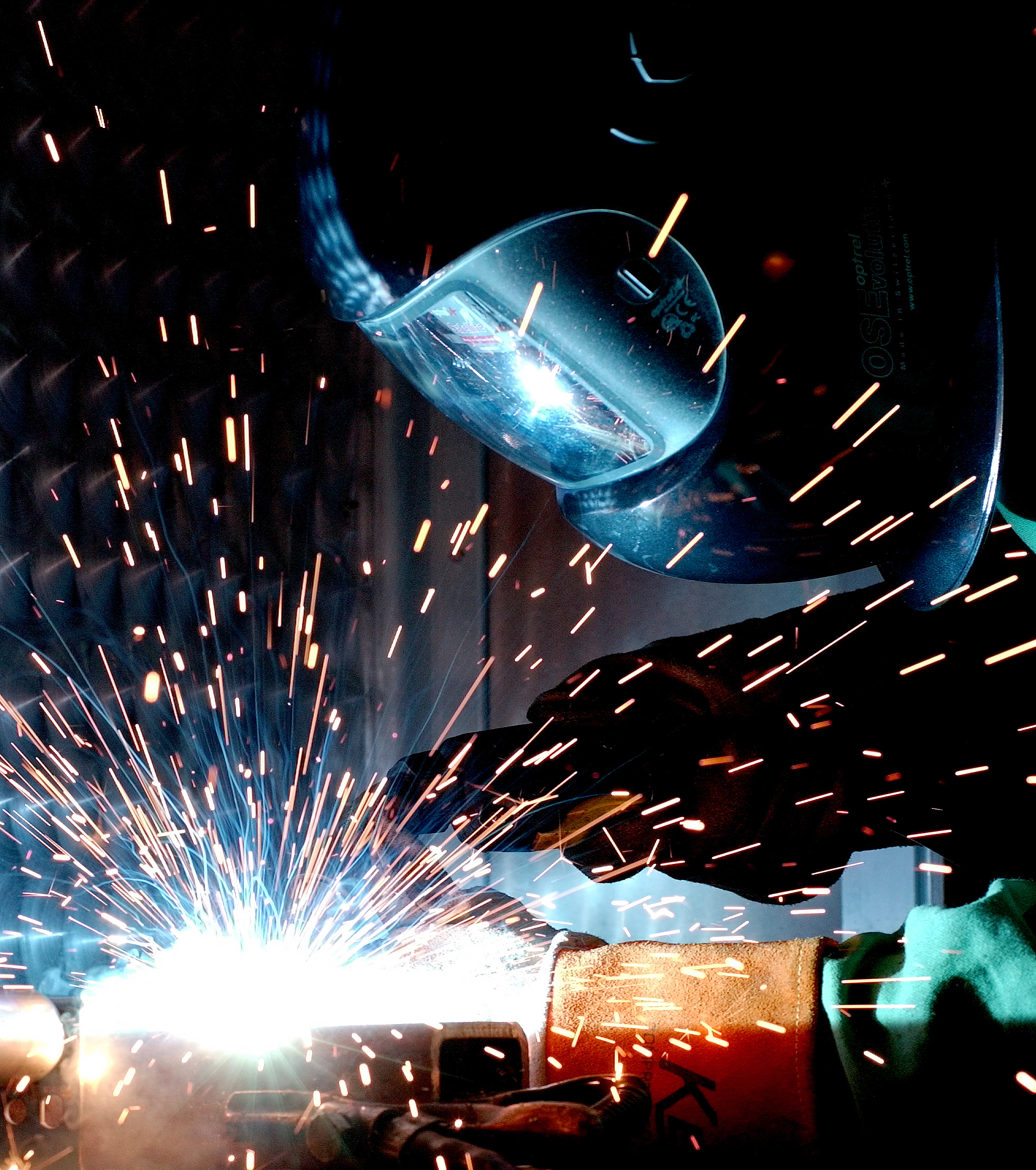
Inhaler les fumées de soudure (soudure à l'arc notamment) expose le soudeur à l'inhalation de particules fines contenant notamment du manganèse...

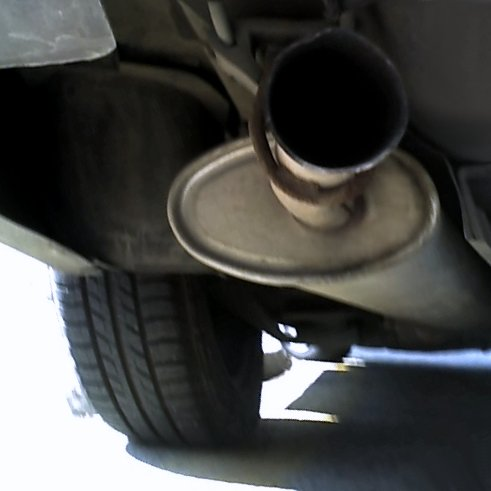
La pollution automobile comprend les émissions de particules et de vapeurs issues de la combustion de carburants contenant un composé organométallique à base de manganèse ((méthylcyclopentadiényl)manganèse tricarbonyle) parmi leurs composés antidétonants. Ils sont une source faible et diffuse, mais chronique d'exposition au manganèse, notamment en milieu urbain et près des grands axes routiers

Cette affection neurodégénérative a été décrite en 1837 par James Couper. Elle est due à la neurotoxicité (irréversible) du manganèse quand il est présent en excès dans l'organisme peut avoir des effets graves (comparables à ceux de la maladie de Parkinson).
Cette maladie a fait l'objet de nombreux recours en justice (par exemple contre les fabricants de produits utilisés pour le soudage à l'arc) dont la responsabilité a été mise en cause. Elle est maintenant reconnue comme maladie professionnelle dans de nombreux pays.

## Description de la maladie
Au cours des premières étapes de l’intoxication apparaissent des symptômes neurologiques incluant une réduction de la vitesse de réaction, une irritabilité, des sautes d'humeur et des comportements compulsifs,
Après une exposition prolongée on constate des symptômes plus spécifiques évoquant fortement ceux de la maladie de Parkinson idiopathique (avec laquelle elle est souvent confondue à tort). Mais il existe des différences dans la symptomatologie (caractères du tremblement, par exemple), la réaction au traitement médicamenteux comme la lévodopa, liés à une atteinte des ganglions de la base. 

## Diagnostic
Le diagnostic différentiel : Il doit faire éliminer plusieurs maladies dégénératives ou auto-immunes aux symptômes proches ou équivalents :
- la maladie de Parkinson
- la maladie de Lou Gehrig
- la sclérose en plaques.

En compléments de tests neurologiques, psychologique et psychomoteurs, pour confirmer le diagnostic et/ou évaluer une exposition récente, le manganèse ou ses composés sont généralement recherchés dans le sang (analyse de sang ou les urines (analyse d'urine). 

Une exposition plus ancienne peut être évaluée par le dosage dans les cheveux qui s'avèrent être un indicateur efficace, y compris chez les enfants vivant près de zones à risques de contamination par le manganèse, près des mines notamment).

## Prévalence
Sa prévalence est encore mal connue en raison d'une confusion facile avec la maladie de parkinson, mais avec la généralisation au XIXe siècle de l'utilisation du ferromanganèse dans la plupart des métaux ferreux produit, l'intoxication au manganèse est devenue un enjeu et un problème important de sécurité du travail. 
L’intoxication au manganèse (ou à nombre de ses composés ), parfois dénommée “manganisme” est réputée relativement rare, principalement due pour le cas graves à une exposition professionnelle.
On ignore les conséquences d'une exposition in utero et tout au long de la vie, ou à des moments clé de la croissance à de faibles doses de manganèse ou de certains de ces composés (« organomanganèses » notamment).

## Causes
L'exposition est principalement professionnelle ou liée à un contexte industriel.

### Exposition professionnelle
- Travail dans les fonderies et l'industrie des métaux ferreux, ou vie à proximité ;

- Dans les contextes professionnels, de manière générale lors de l’utilisation d’oxydes ou de sels de manganèse[10], de démantèlement ou de recyclage des métaux (mais avec alors des effets moins documentés).

L’intoxication de membres du personnel est  connue depuis plusieurs décennies et a été étudié aux États-Unis dans les années 1960  ou encore au Japon dans les années 1970 par Suzuki  & al.). L'exposition peut avoir lieu à divers étapes des processus industriels :
- en amont de la filière métallurgique, c'est-à-dire dans le contexte minier, à la suite de l’inhalation chronique par les mineurs de poussières riches en manganèse. Ce phénomène est connu au moins depuis les années 1950, et par exemple étudiée au Maroc en 1955 par Rodier[13] ou au Chili en 1957 par Sculer et al.[14] :
- au cœur de la filière, c'est-à-dire dans les unités de raffinage du minerai, dans les fonderies et aciéries utilisant du manganèse
- en aval de la filière, par exemple par exposition à des fumées de métal fondu et de produits utilisés pour le soudage à l'arc dont la responsabilité a été mise en cause au cours de poursuites judiciaires (les soudeurs ont accusé les fabricants de ne pas les avoir suffisamment mis en garde sur le fait que leurs produits pouvaient entraîner le dégagement de fumées de soudage contenant des concentrations de manganèse suffisant à provoquer l’intoxication de salariés. Les entreprises qui emploient des soudeurs ont également été poursuivies, pour la pathologie qui est connue sous le nom familier de « maladie des soudeurs ».

### Carburants
Exposition au (méthylcyclopentadiényl)manganèse tricarbonyle (MMT) autrefois associé au plomb dans les carburants, puis encore utilisé comme antidétonant dans l'essence mais à moindre dose en raison de sa toxicité, et aussi utilisé comme fongicide pourrait être une source d'exposition à ne pas négliger selon  Mergler& Baldwin (il était au début des années 2000 en diminution aux États-Unis, mais son utilisation progressait dans les pays pauvres).

### Drogues
Exposition au methcathinone, une amphétamine souvent impure et mal préparée avec des contrôles de qualité déficients et utilisant le permanganate de potassium comme oxydant, responsable d’une forte concentration de la substance toxique dans la drogue. Cette pratique et les victimes qu’elle provoque sont signalées dans l'ex-URSS. Une autre drogue illicite, parfois contaminée par le manganèse est la substance connue sous le sobriquet de "Bazooka", préparée par des méthodes de chimie «free base» à partir de la cocaïne à l'aide de carbonate de manganèse.

### Eau potable et air
L'eau potable naturellement ou accidentellement contaminée, et un additif du carburant, le (méthylcyclopentadiényl)manganèse tricarbonyle (MMT), qui, après combustion,  est partiellement converti en phosphate  et sulfate de manganèse qui sont mis en suspension dans l'air par les gaz d'échappement,,, et un pesticide, le manganèse éthylène-bis-dithiocarbamate (MANEB).

### Sols
Exposition à des sols pollués (friches industrielles et autres « technosols »...d’où le manganèse peut (re)contaminer le réseau trophique ou l’eau superficielle ou de la nappe phréatique

## Mécanisme physiopathologique
Le manganèse peut affecter la fonction hépatique, mais le seuil de toxicité aiguë est très élevé. D'autre part, plus de 95 % du manganèse est éliminé par excrétion biliaire. Des lésions préexistantes du foie peuvent ralentir ce processus et augmenter sa concentration dans le plasma sanguin.Le mécanisme exact de la neurotoxicité du manganèse est incertain, mais il existe des indices orientant vers une interaction du manganèse avec le fer,,, le zinc, l’aluminium,, et le cuivre. Selon un certain nombre d'études un trouble du métabolisme  du fer pourrait sous-tendre l'action neurotoxique du manganèse.
Il participe à la réaction de Fenton et peut donc induire un stress oxydant, hypothèse corroborée par les éléments de preuve provenant d'études sur des soudeurs atteints de la maladie. Une étude sur des travailleurs exposés a montré qu'ils avaient nettement moins d'enfants. Cela peut indiquer qu’une accumulation à long terme de manganèse affecte la fécondité. Chez l’animal des femelles gravides recevant à maintes reprises de fortes doses de manganèse présentaient des malformations dans leur descendance à une fréquence nettement plus élevée par rapport aux cas contrôles.

## Traitement
Le traitement de base actuel de l’intoxication au manganèse est la lévodopa et la chélation par l’EDTA, deux méthodes qui ont - au mieux - une efficacité limitée et transitoire. 
- Il a été démontré que la compensation du déficit en dopamine par la lévodopa (aussi utilisée pour pallier le déficit en dopamine dans la maladie de Parkinson) permettait initialement d'améliorer les symptômes extrapyramidaux[34],[35],[36],mais la réponse au traitement diminue au bout de 2 ou 3 ans[37],avec une aggravation des symptômes des mêmes patients observée jusqu’à dix ans après la dernière exposition au manganèse[38].

- L'augmentation de l'excrétion du manganèse initiée par la chélation abaisse le taux sanguin, mais les symptômes demeurent largement inchangés, ce qui pose des questions sur l'efficacité réelle de cette forme de traitement[39],[40].

## Histoire médicale
Elle a été identifiée pour la première fois en 1837 par James Couper quand il étudiait les effets toxicologiques du péroxyde de manganèse.
Les effets de l'intoxication chronique sont scientifiquement démontrée depuis au moins 40 ans ,. 
Une exposition plus brève à de fortes doses de poussière de manganèse ou de certains de ses composants semble aussi être une source de risque accru de développer la maladie de Parkinson. 
Cette donnée provient d’observations faites dans une fonderie dont le système d’aération est tombé en panne et n’a pas été réparé durant 8 mois, période suivie d’une augmentation anormale du nombre de cas de maladie de Parkinson. Les six ouvriers concernés avaient été exposés chaque jour durant une demi-heure à un air contenant plus de 28 mg de manganèse par mètre cube d’air). Après réparation le taux de manganèse dans l’air a chuté à 4 mg/m3, et aucun nouveau cas n’a été signalé.
Les modes d'action toxiques et écotoxiques du manganèse et de ses composés (organométalliques notamment) comportent encore des incertitudes. La dose journalière alimentaire à ne pas dépasser (pour l'EPA en 1995) est de 0,14 mg/kg/jour aux États-Unis et de 0,05 mg/kg/jour pour les sources non-alimentaire (apports via l'eau ou le sol) .